# Shenzhou 12
Shenzhou 12 – załogowy lot statku kosmicznego typu Shenzhou w ramach chińskiego programu kosmicznego. Jest to pierwsza załogowa misja w ramach budowy chińskiej stacji kosmicznej Tiangong, planowanej na lata 2021-2022. Shenzhou 12 zadokował do modułu głównego Tianhe, który został umieszczony na orbicie 29 kwietnia 2021 r.

## Załoga
Skład załóg ujawniono 16 czerwca, na dzień przed startem.

### Podstawowa
- Nie Haisheng (3) – dowódca
- Liu Boming (2)
- Tang Hongbo (1)

### Rezerwowa
- Zhai Zhigang (2)
- Wang Yaping (2)
- Ye Guangfu (1)

## Przebieg misji
Start miał miejsce 17 czerwca 2021 r. o godzinie 3:22:31 CEST, z kosmodromu Jiuquan. Statek zadokował automatycznie do modułu Tianhe o 9:54. Astronauci przebywali na stacji 3 miesiące, odbyli dwa spacery kosmiczne.

## Zadania
Misja stanowi pierwszą z czterech, które zostaną przeprowadzone w latach 2021-2022 w ramach budowy wielomodułowej stacji kosmicznej Tiangong. Misja Shenzhou 12 została poprzedzona lotem statku transportowego Tianzhou 2, który został dołączony do stacji 29 maja 2021 r.